# بحيرة تسليت
بحيرة تسليت هي بحيرة توجد في أعالي جبال الأطلس المتوسط المتمركزة بإقلبم إملشيل.
في شهر شتنبر من كل سنة، يقام الموسم (عيد جهوي سنوي) في ضاحية البحيرة.